# Site archéologique de Fiesole
Le site archéologique de Fiesole  (en italien area archeologica di Fiesole) se situe à Fiesole, au croisement des via Duprè, via delle Mura Etrusche et via Bandini, dans la proche banlieue de Florence en Toscane.
Il comprend  un théâtre romain, les thermes, un temple étrusco-romain et un musée archéologique.  Il conserve et expose des vestiges du IIIe  au IIe siècle av. J.-C..

## Histoire
Les premières fouilles, effectuées par le baron prussien Friedman Schellersheim, mirent au jour en 1809 un puits d'époque romaine, le  Buche delle Fate. Ces recherches, arrêtées en 1814, furent reprises en 1870 et la commune acheta le terrain en 1873 pour continuer les fouilles. Le premier musée vit le jour, en 1878,  en exposant les vestiges découverts au palazzo Pretorio de la ville.
Le directeur d'alors, Demostene Macciò, continua les fouilles jusqu'en 1910, sur le site probable de l'ancienne Fesulae sur tout le domaine  de la vallée entre les collines de San Francesco et de Sant'Apollinare.
Ezio Cerpi construisit, au-dessus au théâtre découvert, le musée entre 1912 et 1914 sous la forme d'un temple romain de style ionique.

## Le musée
Il présente, sur plusieurs niveaux, des collections étrusque et romaine. Sont exposées par thème, des morceaux  de poteries, des lampes à huile en bronze et en terre-cuite, des monnaies pré-romaine, romaine, médiévale et moderne, des sarcophages figurés ou architectoniques, des bronzetti et têtes étrusques, des aryballes, des flacons à parfum, des vases plastiques …
Parmi ces différentes pièces sont à remarquer :
- un morceau important d'une louve capitoline de bronze,
- un trapezoforo, console de pierre en forme d'animal mythique,
- des sarcophages figurés
- le panneau frontal d'un caisson de sarcophage  illustré du  bas-relief historié du Cinghiale di Meleagro,
- des lécythes,  vases à figure féminine
- des alabastres zoomorphes
- des têtes antéfixes étrusques en terracotta
- des vases en céramique attique à figures rouges

Des vestiges des murailles étrusques à  grands blocs cyclopéens sont également dégagés et présentés didactiquement, ainsi qu'une tombe lombarde et son squelette.

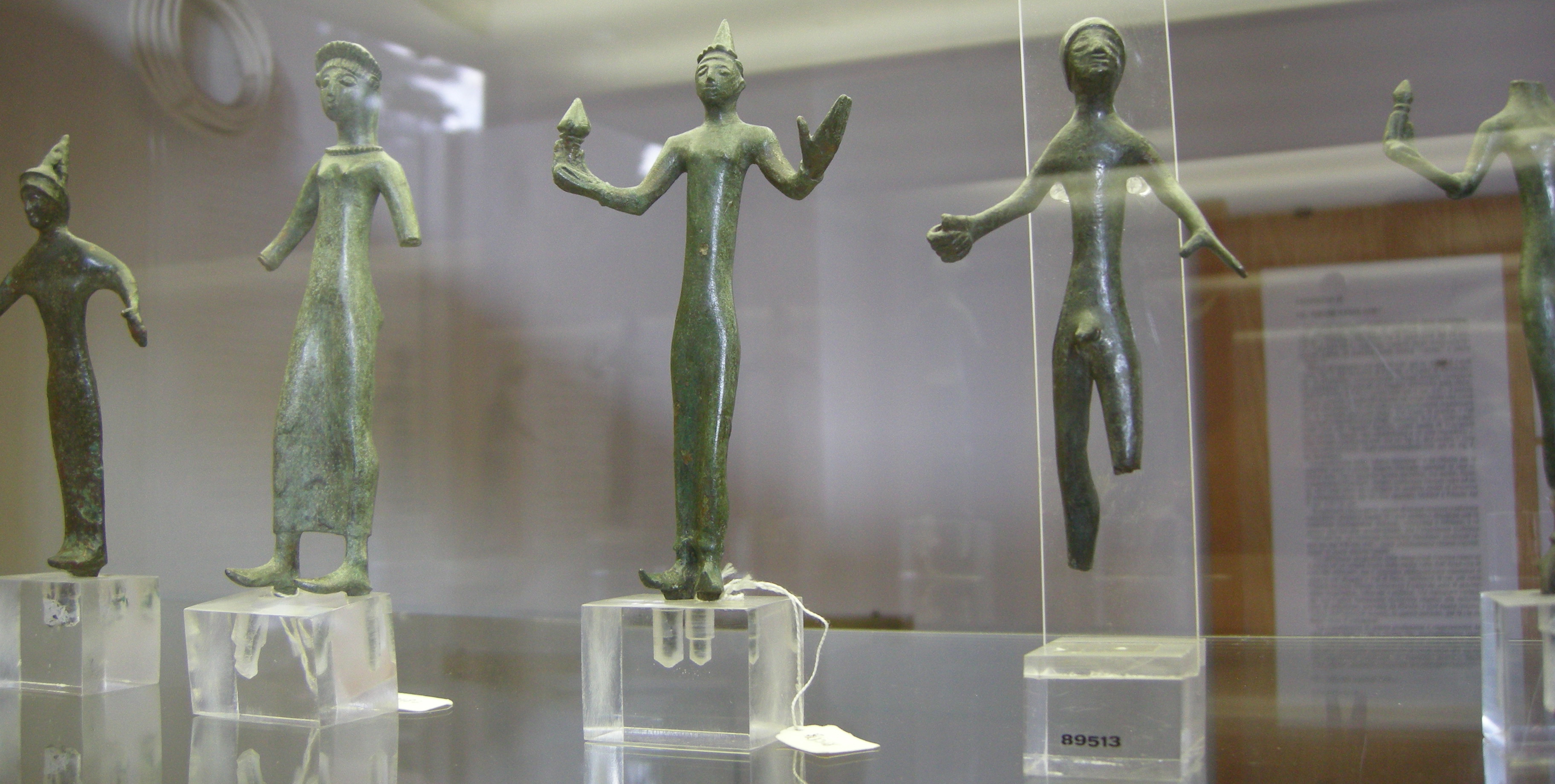
Vitrine des bronzetti étrusques.
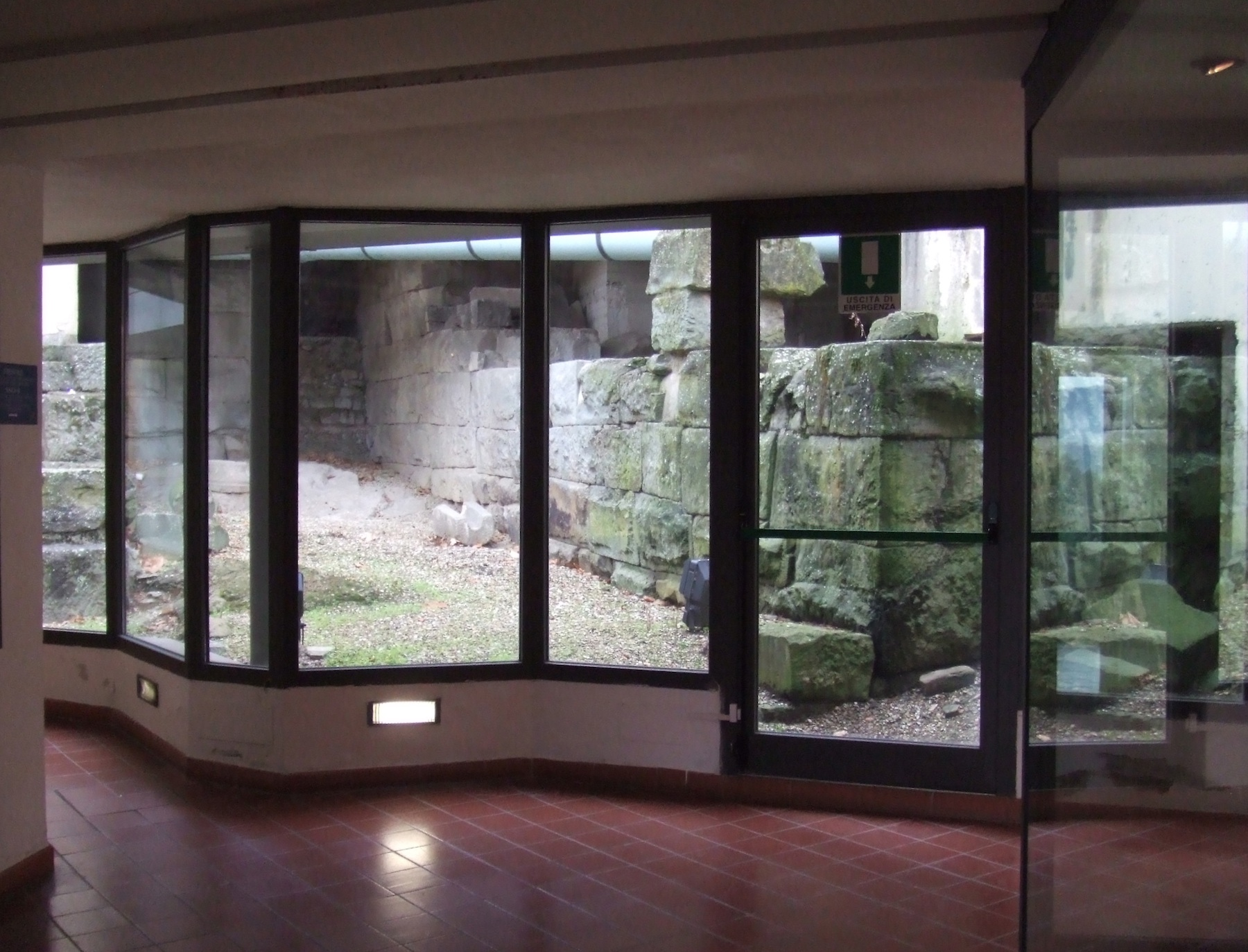
Murailles étrusques vues depuis le fond du musée.
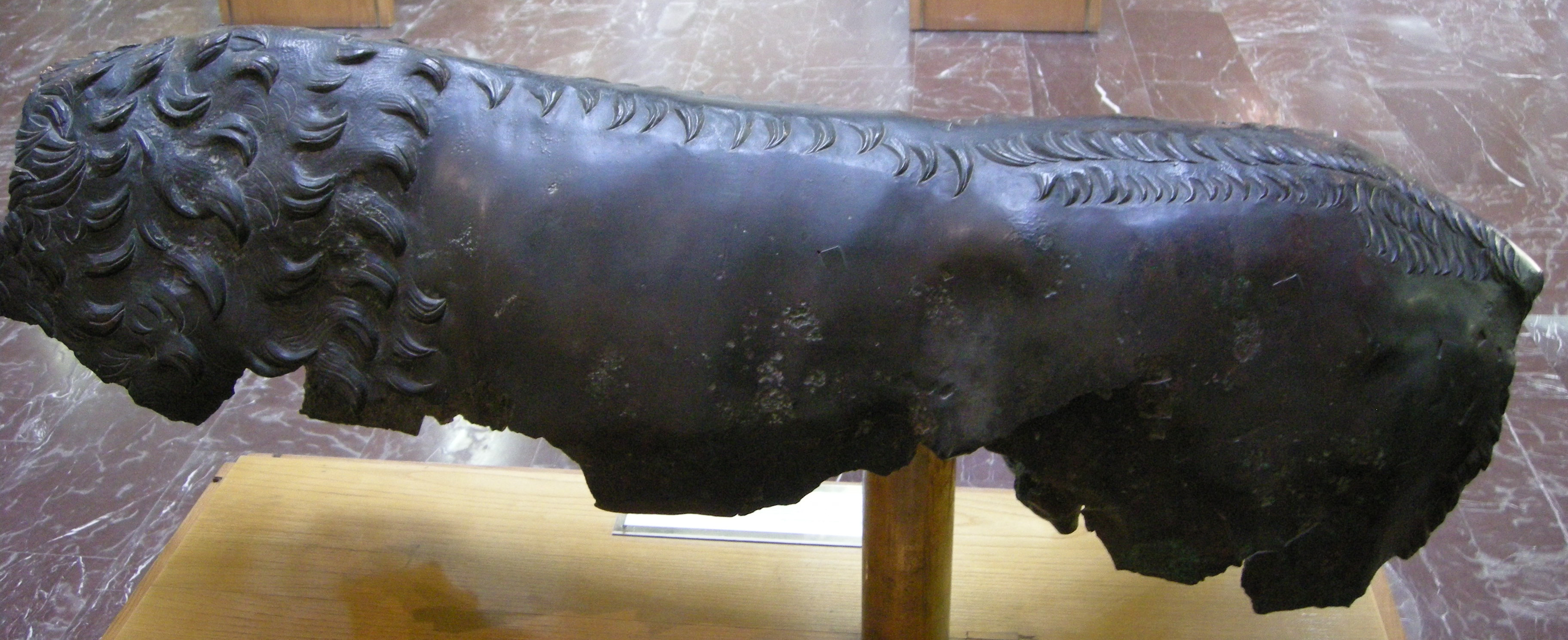
Fragment de la louve capitoline.

## Le théâtre romain

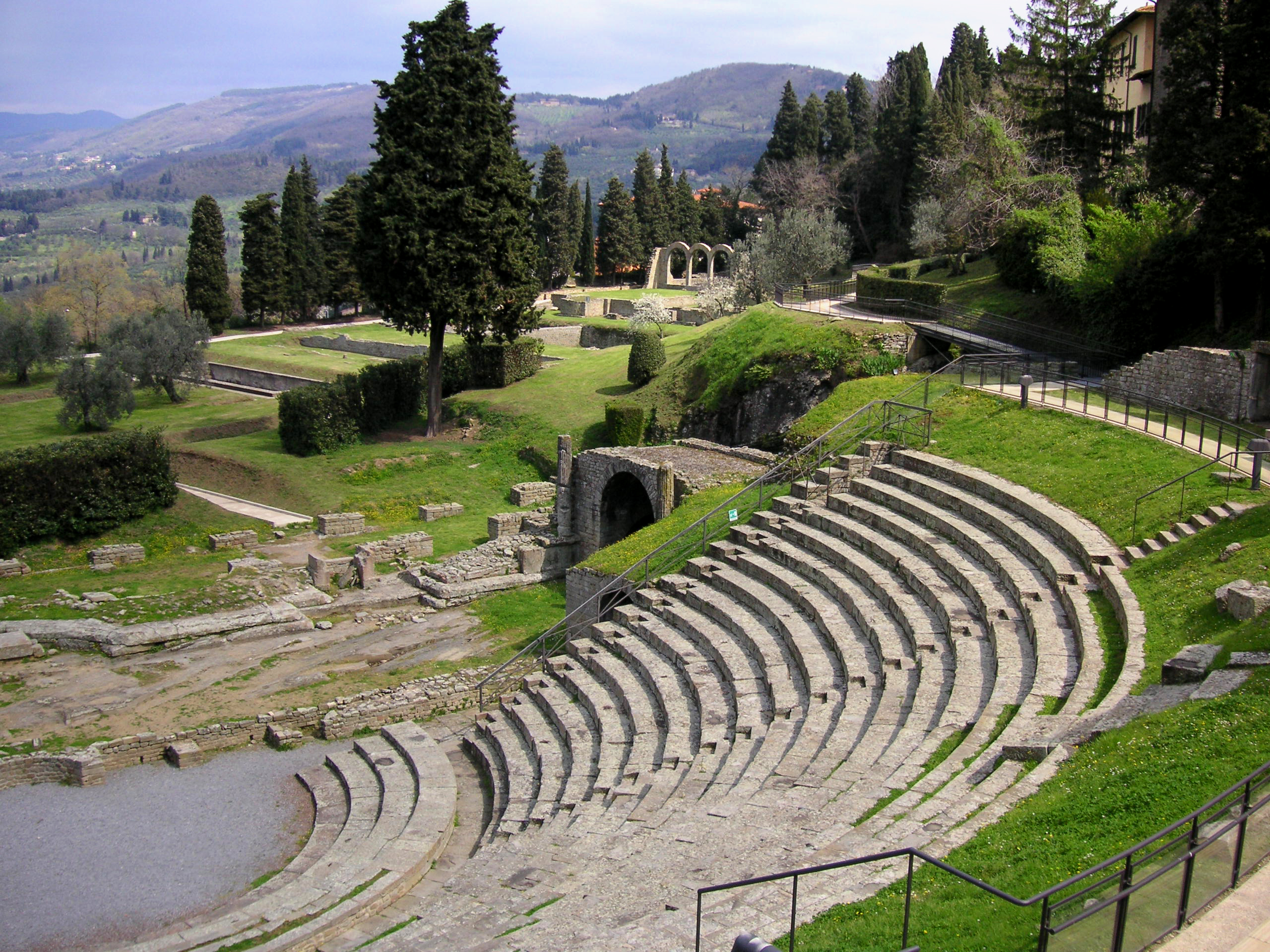
le théâtre romain.

Construit à la manière grecque du déblai-remblai, il est constitué d'une cavea taillée de gradins  de l'époque de  Sylla, renforcé sous Claude et Septime Sévère. 
D'un diamètre de 34 m, les seuls gradins du bas sont intacts. Il comporte pour une capacité de 3 000 personnes trois rangées de sièges et dix-neuf catégories distinctes divisées en cinq étagements (seulement dix sont visibles aujourd'hui), les loges des tribunaria des personnages importants sur le haut. On peut apercevoir les usures de la pierre dues aux mains des spectateurs et la voute soutenant une partie des gradins.

## Les thermes

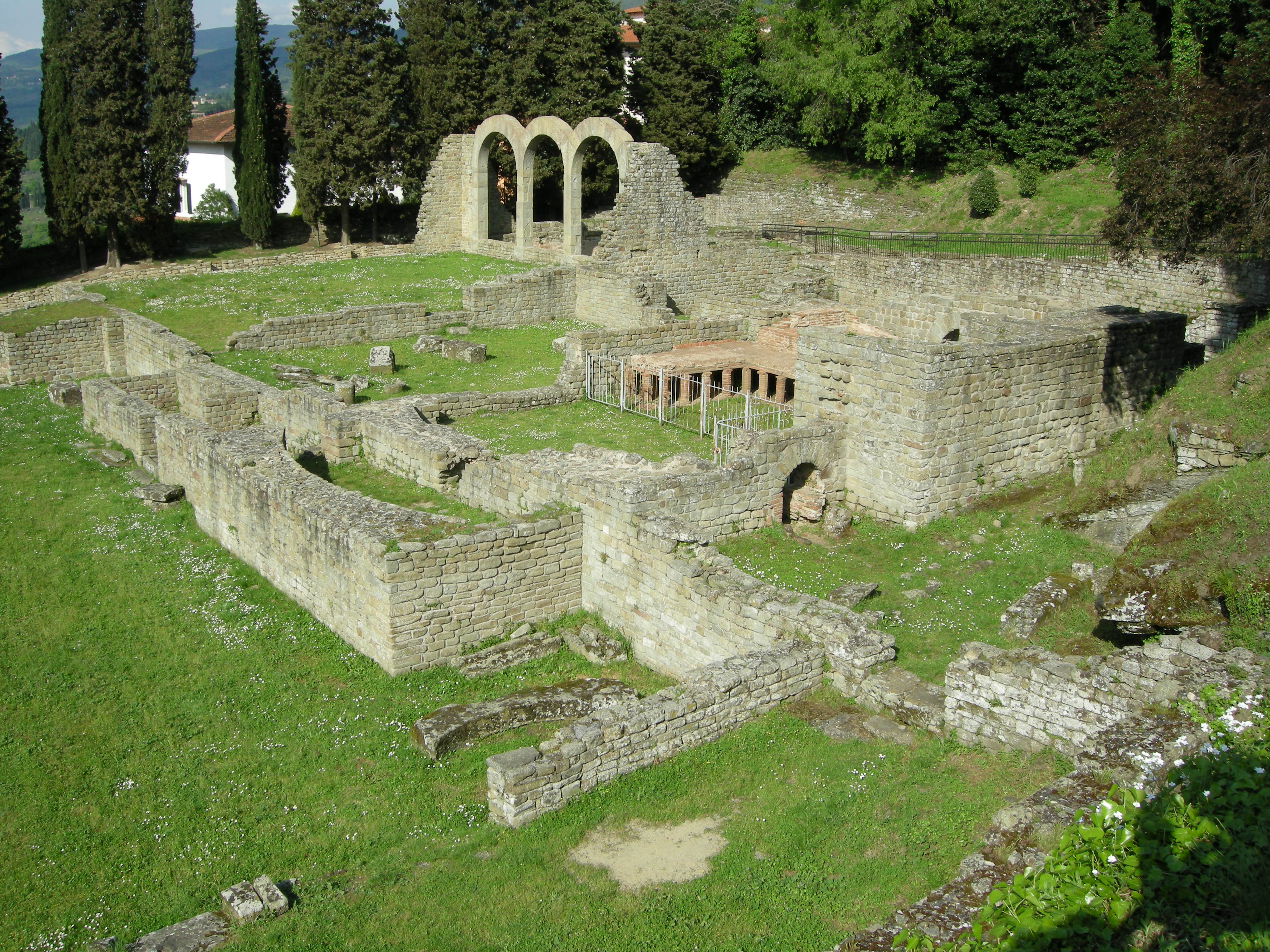
Les thermes.

Découverts en 1891 dans le fond du site sur la droite du théâtre, se trouvent les ruines des thermes construits à l'époque de Sylla également, et restauré et agrandi au moment de  Trajan. 
Un portique à trois ouvertures y a été reconstitué.
Leur schéma est classique avec  calidarium, tepidarium et  frigidariumla  piscine est rectangulaire à deux vasques de profondeurs différentes (une à immersion totale). Y furent découvertes de nombreuses amphores destinées à filtrer l'eau pour en récolter les impuretés.

## Le temple étrusque

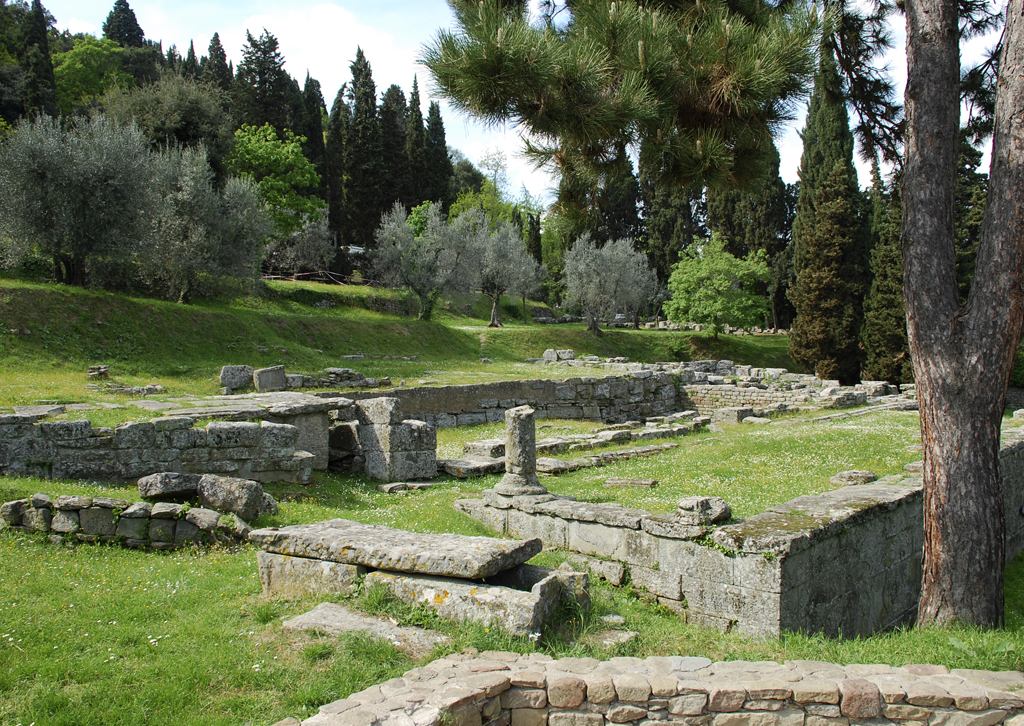
La base étrusque du temple.

Fouillé seulement au XXe siècle, le temple est  de construction étrusco-romaine et date des IVe et IIe siècles av. J.-C. et la zone sacrée, bien antérieure, a vu des rituels sacrés au VIIe siècle av. J.-C. Il était très probablement l'ancien  Capitole fiesolano.

## Autres vestiges
L'esplanade comprend : la porte d'une tombe étrusque du IIIe siècle av. J.-C., un tombeau de l'époque des invasions barbares, les vestiges d'un édifice chrétien, des restes d'épigraphes et de décorations, colonnes et motifs architecturaux. Le côté nord est fermé par les anciennes murailles de Fiesole, créées par les Étrusques avec de grands blocs cyclopéens de grès (visibles par le fond du musée).

## Sources
- Notice du site